# Eisschnelllauf-Weltcup 1990/91
Der Eisschnelllauf-Weltcup 1990/91 wurde für Frauen und Männer an zehn Weltcupstationen in neun Ländern ausgetragen. Die Saison begann am 24. November 1990 und endete am 9. März 1991. Hier wurden von Frauen Strecken von 500 bis 5.000 und der Männer von 500 bis 10.000 Meter gelaufen. Die ehemaligen ostdeutschen Sportler starten, nach der Wiedervereinigung Deutschlands, für die Bundesrepublik.

## Wettbewerbe

### Frauen

#### Weltcup-Übersicht
| Datum                                                                       | Ort                                                | Disziplin          | Sieger            | Zweiter           | Dritter                 |
| --------------------------------------------------------------------------- | -------------------------------------------------- | ------------------ | ----------------- | ----------------- | ----------------------- |
| 24. Bis 25. Nov. 1990                                                       | Berlin (Sportforum Hohenschönhausen)               | 500 m (24. Nov.)   | Kyoko Shimazaki   | Angela Hauck      | Monique Garbrecht       |
| 24. Bis 25. Nov. 1990                                                       | Berlin (Sportforum Hohenschönhausen)               | 1.000 m (24. Nov.) | Gunda Kleemann    | Monique Garbrecht | Angela Hauck            |
| 24. Bis 25. Nov. 1990                                                       | Berlin (Sportforum Hohenschönhausen)               | 1.500 m (25. Nov.) | Gunda Kleemann    | Yvonne van Gennip | Ulrike Adeberg          |
| 24. Bis 25. Nov. 1990                                                       | Berlin (Sportforum Hohenschönhausen)               | 3.000 m (25. Nov.) | Gunda Kleemann    | Heike Warnicke    | Swetlana Schurowa-Boiko |
| 8. Bis 9. Dez. 1990                                                         | Calgary (Olympic Oval)                             | 1.500 m            | Gunda Kleemann    | Heike Warnicke    | Emese Hunyady           |
| 8. Bis 9. Dez. 1990                                                         | Calgary (Olympic Oval)                             | 3.000 m            | Gunda Kleemann    | Heike Warnicke    | Yvonne van Gennip       |
| 8. Bis 9. Dez. 1990                                                         | Matsumoto (Asama Onsen International Skating Rink) | 500 m (8. Dez.)    | Seiko Hashimoto   | Kyoko Shimazaki   | Bonnie Blair            |
| 8. Bis 9. Dez. 1990                                                         | Matsumoto (Asama Onsen International Skating Rink) | 1.000 m (8. Dez.)  | Seiko Hashimoto   | Monique Garbrecht | Bonnie Blair            |
| 8. Bis 9. Dez. 1990                                                         | Matsumoto (Asama Onsen International Skating Rink) | 500 m (9. Dez.)    | Kyoko Shimazaki   | Seiko Hashimoto   | Bonnie Blair            |
| 8. Bis 9. Dez. 1990                                                         | Matsumoto (Asama Onsen International Skating Rink) | 1.000 m (9. Dez.)  | Seiko Hashimoto   | Bonnie Blair      | Monique Garbrecht       |
| 15. Bis 16. Dez. 1990                                                       | Karuizawa (Skating Center Karuizawa)               | 500 m (15. Dez.)   | Bonnie Blair      | Seiko Hashimoto   | Kyoko Shimazaki         |
| 15. Bis 16. Dez. 1990                                                       | Karuizawa (Skating Center Karuizawa)               | 1.000 m (15. Dez.) | Monique Garbrecht | Seiko Hashimoto   | Bonnie Blair            |
| 15. Bis 16. Dez. 1990                                                       | Karuizawa (Skating Center Karuizawa)               | 500 m (16. Dez.)   | Seiko Hashimoto   | Bonnie Blair      | Monique Garbrecht       |
| 15. Bis 16. Dez. 1990                                                       | Karuizawa (Skating Center Karuizawa)               | 1.000 m (16. Dez.) | Monique Garbrecht | Seiko Hashimoto   | Bonnie Blair Wang Xiuli |
| 15. Bis 16. Dez. 1990                                                       | Butte (US High Mountain Altitude Rink)             | 1.500 m            | Emese Hunyady     | Yvonne van Gennip | Sandra Voetelink        |
| 15. Bis 16. Dez. 1990                                                       | Butte (US High Mountain Altitude Rink)             | 3.000 m            | Emese Hunyady     | Yvonne van Gennip | Lia van Schie           |
| 12. Bis 13. Jan. 1991                                                       | Davos (Eisstadion Davos)                           | 500 m (12. Jan.)   | Bonnie Blair      | Ye Qiaobo         | Monique Garbrecht       |
| 12. Bis 13. Jan. 1991                                                       | Davos (Eisstadion Davos)                           | 1.000 m (12. Jan.) | Monique Garbrecht | Gunda Kleemann    | Wang Xiuli              |
| 12. Bis 13. Jan. 1991                                                       | Davos (Eisstadion Davos)                           | 1.500 m (13. Jan.) | Gunda Kleemann    | Heike Warnicke    | Emese Hunyady           |
| 12. Bis 13. Jan. 1991                                                       | Davos (Eisstadion Davos)                           | 3.000 m (13. Jan.) | Heike Warnicke    | Gunda Kleemann    | Elena Belci-Dal Farra   |
| Mehrkampfeuropameisterschaft in Sarajevo, 18.–20. Januar 1991               |                                                    |                    |                   |                   |                         |
| Mehrkampfweltmeisterschaft in Hamar (Hamar Stadion), 2.–3. Februar 1991     |                                                    |                    |                   |                   |                         |
| 9. Bis 10. Feb. 1991                                                        | Baselga di Pinè (Stadio del ghiaccio di Piné)      | 500 m (9. Feb.)    | Kyoko Shimazaki   | Angela Hauck      | Ye Qiaobo               |
| 9. Bis 10. Feb. 1991                                                        | Baselga di Pinè (Stadio del ghiaccio di Piné)      | 1.000 m (9. Feb.)  | Angela Hauck      | Seiko Hashimoto   | Monique Garbrecht       |
| 9. Bis 10. Feb. 1991                                                        | Baselga di Pinè (Stadio del ghiaccio di Piné)      | 1.500 m (10. Feb.) | Gunda Kleemann    | Emese Hunyady     | Heike Warnicke          |
| 9. Bis 10. Feb. 1991                                                        | Baselga di Pinè (Stadio del ghiaccio di Piné)      | 3.000 m (10. Feb.) | Emese Hunyady     | Yvonne van Gennip | Ulrike Adeberg          |
| Sprintweltmeisterschaft in Inzell (Eisstadion Inzell), 23.–24. Februar 1991 |                                                    |                    |                   |                   |                         |
| 2. Bis 3. Mär. 1991                                                         | Den Haag (De Uithof)                               | 500 m (2. Mär.)    | Ye Qiaobo         | Bonnie Blair      | Seiko Hashimoto         |
| 2. Bis 3. Mär. 1991                                                         | Den Haag (De Uithof)                               | 1.000 m            | Monique Garbrecht | Ye Qiaobo         | Wang Xiuli              |
| 2. Bis 3. Mär. 1991                                                         | Den Haag (De Uithof)                               | 1.500 m            | Gunda Kleemann    | Yvonne van Gennip | Emese Hunyady           |
| 2. Bis 3. Mär. 1991                                                         | Den Haag (De Uithof)                               | 3.000 m            | Gunda Kleemann    | Yvonne van Gennip | Heike Warnicke          |
| 2. Bis 3. Mär. 1991                                                         | Den Haag (De Uithof)                               | 5.000 m            | Gunda Kleemann    | Heike Warnicke    | Yvonne van Gennip       |
| 2. Bis 3. Mär. 1991                                                         | Den Haag (De Uithof)                               | 500 m (3. Mär.)    | Kyoko Shimazaki   | Ye Qiaobo         | Christine Aaftink       |

#### 500 Meter
(Endstand: Nach 9 Rennen)
| Rang | Name              | Land                | Punkte |
| ---- | ----------------- | ------------------- | ------ |
| 1    | Kyoko Shimazaki   | Japan               | 160    |
| 2    | Seiko Hashimoto   | Japan               | 150    |
| 3    | Bonnie Blair      | Vereinigte Staaten  | 136    |
| 4    | Ye Qiaobo         | Volksrepublik China | 125    |
| 5    | Monique Garbrecht | Deutschland         | 112    |
| 6    | Yoko Fukazawa     | Japan               | 102    |
| 7    | Christine Aaftink | Niederlande         | 98     |
| 8    | Susan Auch        | Kanada              | 96     |
| 9    | Angela Hauck      | Deutschland         | 85     |
| 10   | Yoo Seon-hee      | Südkorea            | 77     |
|      |                   |                     |        |
| 17   | Christina Zummack | Deutschland         | 45     |
| 22   | Christa Luding    | Deutschland         | 25     |
| 24   | Anke Baier        | Deutschland         | 23     |
| 25   | Emese Hunyady     | Österreich          | 21     |
| 30   | Sabine Völker     | Deutschland         | 7      |

#### 1.000 Meter
(Endstand: Nach 8 Rennen)
| Rang | Name              | Land                | Punkte |
| ---- | ----------------- | ------------------- | ------ |
| 1    | Monique Garbrecht | Deutschland         | 144    |
| 2    | Seiko Hashimoto   | Japan               | 132    |
| 3    | Bonnie Blair      | Vereinigte Staaten  | 118    |
| 4    | Wang Xiuli        | Volksrepublik China | 92     |
| 5    | Angela Hauck      | Deutschland         | 90     |
| 6    | Ye Qiaobo         | Volksrepublik China | 86     |
| 7    | Kyoko Shimazaki   | Japan               | 85     |
| 8    | Yoo Seon-hee      | Südkorea            | 77     |
| 9    | Chihaya Tanaka    | Japan               | 73     |
| 10   | Marieke Stam      | Niederlande         | 70     |
|      |                   |                     |        |
| 13   | Gunda Kleemann    | Deutschland         | 62     |
| 20   | Anke Baier        | Deutschland         | 31     |
| 21   | Christa Luding    | Deutschland         | 30     |
| 29   | Christina Zummack | Deutschland         | 11     |

#### 1.500 Meter
(Endstand: Nach 6 Rennen)
| Rang | Name                     | Land               | Punkte |
| ---- | ------------------------ | ------------------ | ------ |
| 1    | Gunda Kleemann           | Deutschland        | 125    |
| 2    | Emese Hunyady            | Österreich         | 107    |
| 3    | Yvonne van Gennip        | Niederlande        | 100    |
| 4    | Heike Warnicke           | Deutschland        | 100    |
| 5    | Ulrike Adeberg           | Deutschland        | 81     |
| 6    | Lia van Schie            | Niederlande        | 79     |
| 7    | Elena Belci-Dal Farra    | Italien            | 56     |
| 8    | Sandra Voetelink         | Niederlande        | 53     |
| 9    | Ewa Wasilewska-Borkowska | Polen              | 51     |
| 10   | Michelle Kline           | Vereinigte Staaten | 48     |
|      |                          |                    |        |
| 17   | Anja Mischke             | Deutschland        | 30     |
| 26   | Stefanie Teeuwen         | Deutschland        | 14     |

#### 3.000/5.000 Meter
(Endstand: Nach 7 Rennen)
| Rang | Name                  | Land               | Punkte |
| ---- | --------------------- | ------------------ | ------ |
| 1    | Heike Warnicke        | Deutschland        | 126    |
| 2    | Gunda Kleemann        | Deutschland        | 122    |
| 3    | Yvonne van Gennip     | Niederlande        | 120    |
| 4    | Emese Hunyady         | Österreich         | 112    |
| 5    | Ulrike Adeberg        | Deutschland        | 104    |
| 6    | Lia van Schie         | Niederlande        | 101    |
| 7    | Elena Belci-Dal Farra | Italien            | 88     |
| 8    | Hanneke de Vries      | Niederlande        | 85     |
| 9    | Anette Tønsberg       | Norwegen           | 51     |
| 10   | Michelle Kline        | Vereinigte Staaten | 44     |
|      |                       |                    |        |
| 15   | Petra Becker          | Deutschland        | 31     |

### Männer

#### Weltcup-Übersicht
| Datum                                                                       | Ort                                                | Disziplin          | Sieger                            | Zweiter           | Dritter           |
| --------------------------------------------------------------------------- | -------------------------------------------------- | ------------------ | --------------------------------- | ----------------- | ----------------- |
| 1. Bis 2. Dez. 1990                                                         | Heerenveen (Thialf)                                | 500 m (1. Dez.)    | Uwe-Jens Mey                      | Andrei Bachwalow  | Viktor Tsjupira   |
| 1. Bis 2. Dez. 1990                                                         | Heerenveen (Thialf)                                | 1.000 m            | Andrei Bachwalow                  | Uwe-Jens Mey      | Igor Schelesowski |
| 1. Bis 2. Dez. 1990                                                         | Heerenveen (Thialf)                                | 1.500 m            | Johann Olav Koss Ben van der Burg |                   | Markus Tröger     |
| 1. Bis 2. Dez. 1990                                                         | Heerenveen (Thialf)                                | 5.000 m            | Johann Olav Koss                  | Ben van der Burg  | Bart Veldkamp     |
| 1. Bis 2. Dez. 1990                                                         | Heerenveen (Thialf)                                | 500 m (1. Dez.)    | Uwe-Jens Mey                      | Yasunori Miyabe   | Yasushi Kuroiwa   |
| 8. Bis 9. Dez. 1990                                                         | Calgary (Olympic Oval)                             | 1.500 m            | Tomas Gustafson                   | Peter Adeberg     | Ådne Søndrål      |
| 8. Bis 9. Dez. 1990                                                         | Calgary (Olympic Oval)                             | 5.000 m            | Tomas Gustafson                   | Ben van der Burg  | Roberto Sighel    |
| 8. Bis 9. Dez. 1990                                                         | Matsumoto (Asama Onsen International Skating Rink) | 500 m (8. Dez.)    | Toshiyuki Kuroiwa                 | Yasunori Miyabe   | Sean Ireland      |
| 8. Bis 9. Dez. 1990                                                         | Matsumoto (Asama Onsen International Skating Rink) | 1.000 m (8. Dez.)  | Igor Schelesowski                 | Toshiyuki Kuroiwa | Dave Besteman     |
| 8. Bis 9. Dez. 1990                                                         | Matsumoto (Asama Onsen International Skating Rink) | 500 m (9. Dez.)    | Toshiyuki Kuroiwa                 | Yasunori Miyabe   | Dan Jansen        |
| 8. Bis 9. Dez. 1990                                                         | Matsumoto (Asama Onsen International Skating Rink) | 1.000 m (9. Dez.)  | Igor Schelesowski                 | Yasunori Miyabe   | Toshiyuki Kuroiwa |
| 15. Bis 16. Dez. 1990                                                       | Karuizawa (Skating Center Karuizawa)               | 500 m (15. Dez.)   | Uwe-Jens Mey                      | Toshiyuki Kuroiwa | Andrei Bachwalow  |
| 15. Bis 16. Dez. 1990                                                       | Karuizawa (Skating Center Karuizawa)               | 1.000 m (15. Dez.) | Igor Schelesowski                 | Nick Thometz      | Alexander Klimow  |
| 15. Bis 16. Dez. 1990                                                       | Karuizawa (Skating Center Karuizawa)               | 500 m (16. Dez.)   | Uwe-Jens Mey                      | Dan Jansen        | Yasunori Miyabe   |
| 15. Bis 16. Dez. 1990                                                       | Karuizawa (Skating Center Karuizawa)               | 1.000 m (16. Dez.) | Igor Schelesowski                 | Toshiyuki Kuroiwa | Nick Thometz      |
| 15. Bis 16. Dez. 1990                                                       | Butte (US High Mountain Altitude Rink)             | 1.500 m            | Ådne Søndrål                      | Ben van der Burg  | Leo Visser        |
| 15. Bis 16. Dez. 1990                                                       | Butte (US High Mountain Altitude Rink)             | 5.000 m            | Johann Olav Koss                  | Ben van der Burg  | Leo Visser        |
| Mehrkampfeuropameisterschaft in Sarajevo, 18.–20. Januar 1991               |                                                    |                    |                                   |                   |                   |
| 26. Jan 1991                                                                | Collalbo (Ice Rink Ritten)                         | 500 m (26. Jan.)   | Uwe-Jens Mey                      | Sean Ireland      | André Sobeck      |
| 26. Jan 1991                                                                | Collalbo (Ice Rink Ritten)                         | 1.500 m (26. Jan.) | Peter Adeberg                     | Tomas Gustafson   | Leo Visser        |
| 27. Jan 1991                                                                | Innsbruck (Olympia Eisstadion Innsbruck)           | 500 m (27. Jan.)   | Uwe-Jens Mey                      | Roger Strøm       | Olaf Zinke        |
| 27. Jan 1991                                                                | Innsbruck (Olympia Eisstadion Innsbruck)           | 1.000 m (27. Jan.) | Uwe-Jens Mey                      | Sean Ireland      | Olaf Zinke        |
| 27. Jan 1991                                                                | Innsbruck (Olympia Eisstadion Innsbruck)           | 5.000 m (27. Jan.) | Johann Olav Koss                  | Leo Visser        | Bart Veldkamp     |
| Mehrkampfweltmeisterschaft in Heerenveen (Thialf), 9.–10. Februar 1991      |                                                    |                    |                                   |                   |                   |
| 16. Bis 17. Feb. 1991                                                       | Albertville (Stade de Patinage Olympique)          | 500 m (16. Feb.)   | Yasunori Miyabe                   | Toshiyuki Kuroiwa | Olaf Zinke        |
| 16. Bis 17. Feb. 1991                                                       | Albertville (Stade de Patinage Olympique)          | 1.000 m            | Toshiyuki Kuroiwa                 | Uwe-Jens Mey      | Olaf Zinke        |
| 16. Bis 17. Feb. 1991                                                       | Albertville (Stade de Patinage Olympique)          | 1.500 m            | Johann Olav Koss                  | Markus Tröger     | Danny Kah         |
| 16. Bis 17. Feb. 1991                                                       | Albertville (Stade de Patinage Olympique)          | 5.000 m            | Johann Olav Koss                  | Geir Karlstad     | Leo Visser        |
| 16. Bis 17. Feb. 1991                                                       | Albertville (Stade de Patinage Olympique)          | 500 m (17. Feb.)   | Yasunori Miyabe                   | Uwe-Jens Mey      | Toshiyuki Kuroiwa |
| Sprintweltmeisterschaft in Inzell (Eisstadion Inzell), 23.–24. Februar 1991 |                                                    |                    |                                   |                   |                   |
| 9. Bis 10. Mär. 1991                                                        | Inzell (Eisstadion Inzell)                         | 500 m (9. Mär.)    | Dan Jansen                        | Igor Schelesowski | Andrei Bachwalow  |
| 9. Bis 10. Mär. 1991                                                        | Inzell (Eisstadion Inzell)                         | 1.000 m            | Dan Jansen                        | Igor Schelesowski | Yasunori Miyabe   |
| 9. Bis 10. Mär. 1991                                                        | Inzell (Eisstadion Inzell)                         | 1.500 m            | Peter Adeberg                     | Johann Olav Koss  | Rintje Ritsma     |
| 9. Bis 10. Mär. 1991                                                        | Inzell (Eisstadion Inzell)                         | 5.000 m            | Johann Olav Koss                  | Bart Veldkamp     | Geir Karlstad     |
| 9. Bis 10. Mär. 1991                                                        | Inzell (Eisstadion Inzell)                         | 10.000 m           | Johann Olav Koss                  | Bart Veldkamp     | Roberto Sighel    |
| 9. Bis 10. Mär. 1991                                                        | Inzell (Eisstadion Inzell)                         | 500 m (10. Mär.)   | Yasunori Miyabe                   | Dan Jansen        | Uwe-Jens Mey      |

#### 500 Meter
(Endstand: Nach 12 Rennen)
| Rang | Name              | Land               | Punkte |
| ---- | ----------------- | ------------------ | ------ |
| 1    | Uwe-Jens Mey      | Deutschland        | 208    |
| 2    | Yasunori Miyabe   | Japan              | 204    |
| 3    | Toshiyuki Kuroiwa | Japan              | 186    |
| 4    | Andrei Bachwalow  | Sowjetunion        | 143    |
| 5    | Igor Schelesowski | Sowjetunion        | 132    |
| 6    | Yasushi Kuroiwa   | Japan              | 127    |
| 7    | Sean Ireland      | Kanada             | 119    |
| 8    | Dan Jansen        | Vereinigte Staaten | 116    |
| 9    | Jaegal Seong-yeol | Südkorea           | 114    |
| 10   | Satoru Kuroiwa    | Japan              | 96     |
|      |                   |                    |        |
| 11   | Uwe Streb         | Deutschland        | 95     |
| 12   | Olaf Zinke        | Deutschland        | 81     |
| 15   | André Sobeck      | Deutschland        | 69     |

#### 1.000 Meter
(Endstand: Nach 8 Rennen)
| Rang | Name                       | Land                    | Punkte |
| ---- | -------------------------- | ----------------------- | ------ |
| 1    | Igor Schelesowski          | Sowjetunion             | 142    |
| 2    | Toshiyuki Kuroiwa          | Japan                   | 120    |
| 3    | Alexander Klimow           | Sowjetunion             | 94     |
| 4    | Olaf Zinke                 | Deutschland             | 93     |
| 5    | Nick Thometz               | Vereinigte Staaten      | 89     |
| 6    | Uwe-Jens Mey               | Deutschland             | 85     |
| 7    | Sean Ireland               | Kanada                  | 81     |
| 8    | Uwe Streb Andrei Bachwalow | Deutschland Sowjetunion | 70     |
| 10   | Dan Jansen                 | Vereinigte Staaten      | 66     |
|      |                            |                         |        |
| 20   | Roland Brunner             | Österreich              | 38     |
| 21   | Peter Adeberg              | Deutschland             | 36     |

#### 1.500 Meter
(Endstand: Nach 6 Rennen)
| Rang | Name               | Land        | Punkte |
| ---- | ------------------ | ----------- | ------ |
| 1    | Johann Olav Koss   | Norwegen    | 108    |
| 2    | Peter Adeberg      | Deutschland | 106    |
| 3    | Markus Tröger      | Deutschland | 82     |
| 4    | Leo Visser         | Niederlande | 81     |
| 5    | Ådne Søndrål       | Norwegen    | 80     |
| 6    | Ben van der Burg   | Niederlande | 76     |
| 7    | Roberto Sighel     | Italien     | 69     |
| 8    | Danny Kah          | Australien  | 65     |
| 9    | Tomas Gustafson    | Schweden    | 63     |
| 10   | Michael Hadschieff | Österreich  | 57     |
|      |                    |             |        |
| 11   | Georg Herda        | Deutschland | 55     |
| 15   | Olaf Zinke         | Deutschland | 31     |
| 16   | Christian Eminger  | Österreich  | 30     |
| 18   | Zsolt Zakarias     | Österreich  | 25     |
| 24   | Thomas Kumm        | Deutschland | 14     |
| 26   | Rudolf Jeklic      | Deutschland | 13     |

#### 5.000/10.000 Meter
(Endstand: Nach 7 Rennen)
| Rang | Name               | Land        | Punkte |
| ---- | ------------------ | ----------- | ------ |
| 1    | Johann Olav Koss   | Norwegen    | 150    |
| 2    | Leo Visser         | Niederlande | 113    |
| 3    | Bart Veldkamp      | Niederlande | 112    |
| 4    | Roberto Sighel     | Italien     | 101    |
| 5    | Jaromir Radke      | Polen       | 94     |
| 6    | Thomas Bos         | Niederlande | 91     |
| 7    | Markus Tröger      | Deutschland | 87     |
| 8    | Ben van der Burg   | Niederlande | 84     |
| 9    | Per Bengtsson      | Schweden    | 77     |
| 10   | Danny Kah          | Australien  | 53     |
|      |                    |             |        |
| 13   | Christian Eminger  | Österreich  | 41     |
| 14   | Rudolf Jeklic      | Deutschland | 37     |
| 17   | Michael Hadschieff | Österreich  | 33     |
| 24   | Michael Spielmann  | Deutschland | 14     |
| 25   | Peter Adeberg      | Deutschland | 13     |
| 27   | Hubert Kreutz      | Österreich  | 5      |
| 29   | Zsolt Zakarias     | Österreich  | 4      |

## Gesamt
- Platz: Gibt die Reihenfolge der Athleten wieder. Diese wird durch die Anzahl der Weltcupsiege bestimmt. Bei gleicher Anzahl werden die 2. Platzierungen verglichen, danach die 3. Platzierungen
- Name: Nennt den Namen des Athleten
- Land: Nennt das Land, für das der Athlet startete
- Siege: Nennt die Anzahl der Weltcupsiege
- 2. Plätze: Nennt die Anzahl der errungenen 2. Plätze
- 3. Plätze: Nennt die Anzahl der errungenen 3. Plätze
- Gesamt: Nennt die Anzahl aller gewonnenen Medaillen

### Top Ten
Die Top Ten zeigt die zehn erfolgreichsten Sportler/-innen des Eisschnelllauf-Weltcups 1990/91
| Platz | Name              | Land        | Siege | 2. Plätze | 3. Plätze | Gesamt |
| ----- | ----------------- | ----------- | ----- | --------- | --------- | ------ |
| 1.    | Gunda Kleemann    | Deutschland | 10    | 2         | 0         | 12     |
| 2.    | Johann Olav Koss  | Norwegen    | 8     | 1         | 0         | 9      |
| 3.    | Uwe-Jens Mey      | Deutschland | 7     | 3         | 1         | 11     |
| 4.    | Seiko Hashimoto   | Japan       | 4     | 5         | 1         | 10     |
| 5.    | Monique Garbrecht | Deutschland | 4     | 2         | 5         | 11     |
| 6.    | Igor Schelesowski | Sowjetunion | 4     | 2         | 1         | 7      |
| 7.    | Kyoko Shimazaki   | Japan       | 4     | 1         | 1         | 6      |
| 8.    | Toshiyuki Kuroiwa | Japan       | 3     | 4         | 2         | 9      |
| 8.    | Yasunori Miyabe   | Japan       | 3     | 4         | 2         | 9      |
| 10.   | Emese Hunyady     | Österreich  | 3     | 1         | 3         | 7      |

### Frauen
| Platz | Name                    | Land                | Siege | 2. Plätze | 3. Plätze | Gesamt |
| ----- | ----------------------- | ------------------- | ----- | --------- | --------- | ------ |
| 1.    | Gunda Kleemann          | Deutschland         | 10    | 2         | 0         | 12     |
| 2.    | Seiko Hashimoto         | Japan               | 4     | 5         | 1         | 10     |
| 3.    | Monique Garbrecht       | Deutschland         | 4     | 2         | 5         | 11     |
| 4.    | Kyoko Shimazaki         | Japan               | 4     | 1         | 1         | 6      |
| 5.    | Emese Hunyady           | Österreich          | 3     | 1         | 3         | 7      |
| 6.    | Bonnie Blair            | Vereinigte Staaten  | 2     | 3         | 5         | 10     |
| 7.    | Heike Warnicke          | Deutschland         | 1     | 5         | 2         | 8      |
| 8.    | Ye Qiaobo               | Volksrepublik China | 1     | 3         | 1         | 5      |
| 9.    | Angela Hauck            | Deutschland         | 1     | 2         | 1         | 4      |
| 10.   | Yvonne van Gennip       | Niederlande         | 0     | 6         | 2         | 8      |
| 11.   | Wang Xiuli              | Volksrepublik China | 0     | 0         | 3         | 3      |
| 12.   | Ulrike Adeberg          | Deutschland         | 0     | 0         | 2         | 2      |
| 13.   | Christine Aaftink       | Niederlande         | 0     | 0         | 1         | 1      |
| 13.   | Elena Belci-Dal Farra   | Italien             | 0     | 0         | 1         | 1      |
| 13.   | Lia van Schie           | Niederlande         | 0     | 0         | 1         | 1      |
| 13.   | Sandra Voetelink        | Niederlande         | 0     | 0         | 1         | 1      |
| 13.   | Swetlana Schurowa-Boiko | Sowjetunion         | 0     | 0         | 1         | 1      |

### Männer
| Platz | Name              | Land               | Siege | 2. Plätze | 3. Plätze | Gesamt |
| ----- | ----------------- | ------------------ | ----- | --------- | --------- | ------ |
| 1.    | Johann Olav Koss  | Norwegen           | 8     | 1         | 0         | 9      |
| 2.    | Uwe-Jens Mey      | Deutschland        | 7     | 3         | 1         | 11     |
| 3.    | Igor Schelesowski | Sowjetunion        | 4     | 2         | 1         | 7      |
| 4.    | Toshiyuki Kuroiwa | Japan              | 3     | 4         | 2         | 9      |
| 4.    | Yasunori Miyabe   | Japan              | 3     | 4         | 2         | 9      |
| 6.    | Dan Jansen        | Vereinigte Staaten | 2     | 2         | 1         | 5      |
| 7.    | Peter Adeberg     | Deutschland        | 2     | 1         | 0         | 3      |
| 7.    | Tomas Gustafson   | Schweden           | 2     | 1         | 0         | 3      |
| 9.    | Ben van der Burg  | Niederlande        | 1     | 4         | 0         | 5      |
| 10.   | Andrei Bachwalow  | Sowjetunion        | 1     | 1         | 2         | 4      |
| 11.   | Ådne Søndrål      | Norwegen           | 1     | 0         | 1         | 2      |
| 12.   | Bart Veldkamp     | Niederlande        | 0     | 2         | 2         | 4      |
| 13.   | Sean Ireland      | Kanada             | 0     | 2         | 1         | 3      |
| 14.   | Leo Visser        | Niederlande        | 0     | 1         | 4         | 5      |
| 15.   | Geir Karlstad     | Norwegen           | 0     | 1         | 1         | 2      |
| 15.   | Nick Thometz      | Vereinigte Staaten | 0     | 1         | 1         | 2      |
| 15.   | Markus Tröger     | Deutschland        | 0     | 1         | 1         | 2      |
| 18.   | Roger Strøm       | Norwegen           | 0     | 1         | 0         | 1      |
| 19.   | Olaf Zinke        | Deutschland        | 0     | 0         | 4         | 4      |
| 20.   | Roberto Sighel    | Italien            | 0     | 0         | 2         | 2      |
| 21.   | Alexander Klimow  | Sowjetunion        | 0     | 0         | 1         | 1      |
| 21.   | André Sobeck      | Deutschland        | 0     | 0         | 1         | 1      |
| 21.   | Danny Kah         | Australien         | 0     | 0         | 1         | 1      |
| 21.   | Dave Besteman     | Vereinigte Staaten | 0     | 0         | 1         | 1      |
| 21.   | Rintje Ritsma     | Niederlande        | 0     | 0         | 1         | 1      |
| 21.   | Viktor Tsjupira   | Sowjetunion        | 0     | 0         | 1         | 1      |
| 21.   | Yasushi Kuroiwa   | Japan              | 0     | 0         | 1         | 1      |

### Nationenwertung
Die Nationenwertung zeigt die erfolgreichsten Nationen (Sportler/-innen) des Eisschnelllauf-Weltcups 1990/91
| Platz | Land                | Siege | 2. Plätze | 3. Plätze | Gesamt |
| ----- | ------------------- | ----- | --------- | --------- | ------ |
| 1.    | Deutschland         | 25    | 16        | 17        | 58     |
| 2.    | Japan               | 14    | 14        | 7         | 35     |
| 3.    | Norwegen            | 9     | 3         | 2         | 14     |
| 4.    | Sowjetunion         | 5     | 3         | 6         | 14     |
| 5.    | Vereinigte Staaten  | 4     | 6         | 8         | 18     |
| 6.    | Österreich          | 3     | 1         | 3         | 7      |
| 7.    | Schweden            | 2     | 1         | 0         | 3      |
| 8.    | Niederlande         | 1     | 13        | 12        | 26     |
| 9.    | Volksrepublik China | 1     | 3         | 4         | 8      |
| 10.   | Kanada              | 0     | 2         | 1         | 3      |
| 11.   | Italien             | 0     | 0         | 3         | 3      |
| 12.   | Australien          | 0     | 0         | 1         | 1      |